# دانييل خيمنو ترافير
دانييل خيمنو ترافير (بالإسبانية: Daniel Gimeno)‏ (ولد في 7 اغسطس 1985، في فالنسيا، إسبانيا). هو لاعب كرة مضرب محترف.

## الحياة الشخصية
وُلِد دانييل جيمينو ترافير في السابع من أغسطس عام 1985 في بلنسية بإسبانيا. وهو ابن خافيير، الكيميائي، وماريسول، الممرضة، وهو الثاني من بين أربعة أشقاء، كارلوس وميغيل وفيكتور.

## مهنة التنس
بدأ جيمينو ترافير ممارسة رياضة التنس في سن الثانية. يفضل اللعب على الملاعب الرملية، ويتولى تدريبه حاليًا إسرائيل إشبيلية.